# 梅爾加蘇 (帕拉州)
梅爾加蘇（葡萄牙語：Melgaço），是巴西的城鎮，位於該國北部，由帕拉州負責管轄，始建於1961年12月30日，面積6,774平方公里，海拔高度12米，2008年人口17,989，人口密度每平方公里2.7人。